# Nikon (Mironow)
Nikon, imię świeckie Oleg Wasiljewicz Mironow (ur. 26 maja 1960 w Zariecznym) – rosyjski biskup prawosławny.

## Życiorys
Urodził się w rodzinie chłopskiej. W 1977 ukończył szkołę średnią. W latach 1977–1978 ukończył kurs przygotowujący do wykonywania zawodu księgowego, po czym podjął pracę w tym charakterze w Liniewsku. Po odbyciu w latach 1978–1980 zasadniczej służby wojskowej podjął pracę w fabryce świec cerkiewnych w Irkucku, gdzie był zatrudniony do 1982. W 1983 biskup woroneski i borysoglebski Metody wyświęcił go na diakona. W 1987 ukończył w trybie zaocznym naukę w moskiewskim seminarium duchownym. 19 grudnia 1984 złożył wieczyste śluby mnisze z imieniem Nikon. 6 stycznia 1985 przyjął święcenia kapłańskie.
Od 1989 był proboszczem parafii przy soborze Opieki Matki Bożej w Woroneżu, otrzymał również godność archimandryty. Zadania proboszcza pełnił do 1994. Wcześniej, 21 lipca 1993 w soborze Objawienia Pańskiego w Moskwie, miała miejsce jego chirotonia na biskupa zadońskiego, wikariusza eparchii woroneskiej.
W lipcu 1994 objął katedrę jekaterynburską. Podjął na jej terenie działalność na rzecz wychowywania żołnierzy rosyjskich w duchu patriotycznym.
W 1998 nakazał publiczne spalenie prac liberalnych teologów prawosławnych: Aleksandra Mienia, Johna Meyendorffa i Alexandra Schmemanna.
W 1999, po skargach duchownych eparchii, Święty Synod Rosyjskiego Kościoła Prawosławnego przeniósł biskupa Nikona (Mironowa) w stan spoczynku, uznając, iż biskup popełnił w swojej pracy błędy, które doprowadziły do podziałów wśród wiernych i duchowieństwa eparchii. Duchownego oskarżono również o homoseksualizm, zaś jego wyjazd z Jekaterynburga odbył się w atmosferze skandalu. Miejscem pobytu hierarchy stał się Monaster Pskowsko-Pieczerski. Biskupowi umożliwiono jednak następnie objęcie funkcji proboszcza parafii Zaśnięcia Matki Bożej w Moskwie–Wieszniakach, otrzymał także cerkiewny order św. Sergiusza z Radoneża.
W 2013 został biskupem pomocniczym eparchii permskiej z tytułem biskupa dobriańskiego. W roku następnym został ordynariuszem nowo powołanej eparchii kudymkarskiej. Na urzędzie pozostawał do 2021 r., gdy został przeniesiony w stan spoczynku.